# Nia Sanchez
Nia Sanchez (Sacramento, 16 febbraio 1990) è una modella statunitense, vincitrice del titolo di Miss USA 2014.
La modella è stata incoronata l'8 giugno 2014, alla fine della cerimonia tenuta a Baton Rouge, in Louisiana. Nia Sanchez gareggiava al concorso in qualità di Miss Nevada, titolo che aveva vinto al primo tentativo il 12 gennaio 2014. Grazie alla vittoria del titolo di Miss USA, Nia Sanchez ha rappresentato gli Stati Uniti d'America a Miss Universo 2014, dove si è classificata al secondo posto.
È la prima rappresentante dello stato del Nevada a vincere il titolo di Miss USA, e la quarta Miss USA di origini ispaniche dopo Laura Harring nel 1985, Lynnette Cole nel 2000 e Susie Castillo nel 2003.